# Kleverige salamander
De kleverige salamander (Plethodon glutinosus) is een salamander uit de familie longloze salamanders of Plethodontidae.

## Naamgeving en taxonomie
De Nederlandstalige naam is te danken aan de kleverige substantie die de salamander bij bedreiging uitscheidt. De stof maakt de salamander erg plakkerig, wat ter verdediging dient. Ook de wetenschappelijke soortnaam glutinosa verwijst hiernaar, dit is Latijn voor 'plakkerig'.
De soort werd voor het eerst wetenschappelijk beschreven door Green in 1818. Oorspronkelijk werd de wetenschappelijke naam Salamandra glutinosa gebruikt. Het geslacht Salamandra wordt tegenwoordig echter tot de echte salamanders (Salamandridae) gerekend. De soort is onder andere ook beschreven als Cylindrosoma glutinosum en Amblystoma melanoleuca, zodat de literatuur niet altijd eenduidig is over deze soort.

## Uiterlijke kenmerken
De kleverige salamander bereikt een totale lichaamslengte inclusief staart van 11,5 tot 20,5 centimeter. Het grootste deel hiervan bestaat echter uit de lange staart. De salamander is hiermee een van de grootste vertegenwoordigers van de bossalamanders.
De kleverige salamander is te herkennen aan het zwarte lichaam met daarop kleine ronde witte tot grijze vlekjes die soms ook geel zijn. De buik is grijzig wit, de keel meestal zwart. De costale groeven en de gifklieren achter de ogen zijn duidelijk zichtbaar. De poten staan wat van elkaar af.

## Verspreiding en habitat
De kleverige salamander komt voor in het oosten en zuidoosten van de Verenigde Staten. De habitat bestaat uit bossen, oudere bossen hebben een grote voorkeur ten opzichte van jonge bossen. Ook in rotsspleten en zelfs compost- en mesthopen wordt de salamander aangetroffen. Overdag schuilt de salamander onder stenen of bladeren in de strooisellaag, tijdens de schemering wordt gefoerageerd.

## Levenswijze
Het voedsel bestaat hoofdzakelijk uit insecten(larven) en wormen die op het land worden gevangen; deze soort is niet erg aan water gebonden. In noordelijke delen van het areaal planten de dieren zich om het jaar voort, in zuidelijkere delen ieder jaar. De vrouwtjes zetten 6 tot 36 eitjes af in holletjes onder bladeren en stenen waarna zij het nest bewaakt tot de eieren uitkomen. De larven kennen geen aquatisch stadium en ontwikkelen zich volledig in het ei. Na ongeveer drie jaar zijn ze geslachtsrijp.
De kleverige salamander scheidt een plakkerige substantie af als het dier wordt bedreigd. De afscheiding bevat een zwak gif dat irriterend werkt op de slijmvliezen. Hierdoor spugen sommige roofdieren de salamander weer uit na deze te hebben opgegeten.